# Brossac

Brossac este o comună în departamentul Charente, Franța. În 1 ianuarie 2022 avea o populație de 453 de locuitori.